# Санто Спирито (Бари)
Санто Спирито (итал. Santo Spirito) је насеље у Италији у округу Бари, региону Апулија.
Према процени из 2011. у насељу је живело 1000 становника. Насеље се налази на надморској висини од -9999 м.